# Fernand Goegebuer
Fernand Goegebuer is een personage uit de Vlaamse stripreeks De Kiekeboes. Hij is de overbuurman van Kiekeboe. Veel grappen in de reeks draaien rond zijn overmatige speekselvloed waarmee hij de mensen in zijn omgeving nat spuwt. Hij debuteerde in het album Een zakje chips.

## Biografie en familie
Fernand Goegebuer is gescheiden en heeft nu een latrelatie met Thea Traal, een ex-lief van Kiekeboe (toen Thea dacht aan trouwen zei Kiekeboe dat hij sigaretten moest kopen en hij is nooit meer naar Thea teruggekeerd). De zoon van Thea heet Mikal, zijn vader is gestorven (Het witte bloed). In De kus van Mona werkte Mikal voor een immobiliënkantoor. In De babyvampier wordt Fernand grootvader, Mikal en zijn vrouw Fientje krijgen een dochtertje dat Femke wordt genoemd.
In strook 23 van Album 26 onthult Goegebuer jarig te zijn op 6 januari.

## Karakter en gedrag
Goegebuers voornaamste karaktertrek is zijn speekselvloed. Hij spuwt voortdurend iedereen onder terwijl hij praat. Deze running gag zorgt ook voor heel wat woordspelingen rond water en vloeistoffen in de reeks.
Goegebuers naam is afgeleid van de Vlaamse dialectuitdrukking “goe gebuur” (een goede buur) De familienaam bestaat overigens echt. In vergelijking met Leon Van Der Neffe is hij inderdaad veel sympathieker en behulpzamer. In Geeeeef acht! zorgt hij er via “de nicht van de zwager van de tante haar neef zijn schoonmoeder haar oom die een kolonel kent" voor dat Kiekeboe uit het leger wordt ontslagen. In Black Out herstelt hij de defecte broodrooster van de familie Kiekeboe. Als Fanny Kiekeboe in Zeg het met bloemen ontvoerd wordt, rijdt hij achter de auto van haar ontvoerder aan om te zien waar ze heen rijden. Vervolgens brengt hij Marcel Kiekeboe en Charlotte Kiekeboe op de hoogte.
Goegebuer wordt door zijn omgeving soms als irritant ervaren, doordat hij op onvoorziene momenten opduikt en zijn mond niet kan houden. Al in Een zakje chips vertelt hij Kiekeboe bij eerste kennismaking allerlei details over Leon Van Der Neffe en zijn vrouw. Hij vraagt Kiekeboe of hij naar zijn favoriete televisiefeuilleton "Het kalf van Bagdad" kan kijken, terwijl Kiekeboe eigenlijk een sportwedstrijd wil volgen. Als de kleur van de televisiebeelden niet scherp genoeg is begint hij aan het toestel te sleutelen, waarna het helemaal defect is. Hij is een grote optimist, maar wat naïef. Zijn nieuwsgierigheid is ook een bron van ergernis voor mensen.

## Activiteiten en hobby's
Fernand Goegebuer was oorspronkelijk computerprogrammeur van beroep. In De getatoeëerde mossel werd hij echter ontslagen nadat hij betrapt werd op fraude ten voordele van de Sun-sekte.
Hij zet zich ook geregeld in voor de buurt en allerlei andere activiteiten. Zo is hij animator op de camping in Het witte bloed en begint een huwelijksbureau in De roze Rolls. Hij probeert schilder (Meesterwerken bij de vleet) en goochelaar (Doorgestoken kaart) te zijn, maar faalt. Hij is theaterregisseur in Moet er nog sneeuw zijn?.
Een van zijn hobby's lijkt het verzamelen van antiek te zijn. In De fez van Fes laat hij zijn verzameling bij de Kiekeboes op zolder zetten opdat ze daar veilig zouden staan tijdens zijn vakantie naar Marokko. Toch is hij duidelijk geen kenner. In het kortverhaal “Arsène Lupin en de Stradivarius” in De spookfirma beweert hij een trompet van Stradivarius te bezitten die achteraf echter vals blijkt te zijn.
In strook 5 van De taart blijkt biljart ook een van zijn hobby's te zijn, al vindt Konstantinopel hem meer het type voor waterpolo. In "De methode Matopeh", een kortverhaal uit het album Kort en bondig is hij tevens een gepassioneerd duivenmelker. In Dédé bij nacht krijgt hij een hondje cadeau, dat de naam Pastis krijgt.